# سوزان ثورسجارد
سوزان ثورسجارد (بالدنماركية: Susan Thorsgaard)‏ مواليد 13 أكتوبر 1988 في آرهوس، هي لاعبة كرة يد دانمركية. مثلت منتخب الدنمارك لكرة اليد للسيدات. شاركت في دورة الألعاب الأولمبية الصيفية سنة 2012. حققت المركز الثالث في بطولة العالم لكرة اليد للسيدات 2013.

## سجل المنافسة
شاركت في البطولات التالية:
- الألعاب الأولمبية الصيفية 2012
- بطولة العالم لكرة اليد للسيدات 2011
- بطولة العالم لكرة اليد للسيدات 2013
- بطولة أوروبا لكرة اليد للسيدات 2010
- بطولة أوروبا لكرة اليد للسيدات 2012
- بطولة أوروبا لكرة اليد للسيدات 2014

## الميداليات
| الميدالية | المسابقة                            |
| --------- | ----------------------------------- |
| برونزية   | بطولة العالم لكرة اليد للسيدات 2013 |

## روابط خارجية
- سوزان ثورسجارد على موقع الاتحاد الأوروبي لكرة اليد (الإنجليزية)
- سوزان ثورسجارد على موقع أوليمبيديا (الإنجليزية)